# Синистерра, Луис
Луи́с Ферна́ндо Синисте́рра Лукуми́ (исп. Luis Fernando Sinisterra Lucumí; род. 17 июня 1999, Сантандер-де-Киличао, Каука[…]) — колумбийский футболист, вингер клуба «Борнмут» и сборной Колумбии.

## Клубная карьера

### «Онсе Кальдас»
Синистерра — воспитанник клуба «Онсе Кальдас». 19 марта 2016 года в матче против «Депортиво Пасто» он дебютировал в Кубке Мустанга. 11 апреля 2017 года в поединке Кубка Колумбии против «Энвигадо» Луис забил свой первый гол за «Онсе Кальдас».

### «Фейеноорд»
Летом 2018 года вингер перешёл в нидерландский «Фейеноорд», подписав трёхлетний контракт с возможностью продления.
8 августа 2019 года, забил свой первый гол за клуб, отличившись в ворота «Динамо» Тбилиси в третьем квалификационном раунде Лиги Европы УЕФА.
12 ноября 2020 года, клуб объявил о продление контракта на три года.

### «Лидс Юнайтед»
7 июля 2022 года Синистерра стал игроком английского клуба «Лидс Юнайтед»; сумма трансфера составила 25 млн евро, контракт был подписан до 2026 года. 13 августа дебютировал за «Лидс Юнайтед», выйдя на замену Дэниелу Джеймсу в матче Премьер-лиги против «Саутгемптона». Свой первый гол за новую команду забил 24 августа в матче второго раунда Кубка лиги в ворота «Барнсли». 30 августа отличился своим первым голом в Премьер-лиге в ворота «Эвертона».

## Сборная
23 мая 2019 года, дебютировал за сборную Колумбии (до 20), в матче против команды Польши (до 20).
15 ноября 2019 года, дебютировал за основную сборную Колумбии, в матче против Алжира (3:0), заменив Яйро Морено, на 46-й минуте. 25 сентября 2022 года забил свой первый гол за сборную в товарищеском матче против сборной Гватемалы. 28 сентября впервые оформил дубль за сборную в товарищеском матче в ворота сборной Мексики.

## Достижения

### Клубные
«Фейеноорд»
- Финалист Лиги конференций УЕФА: 2021/22

### Личные
- Молодой игрок месяца в Эредивизи: Январь 2020[20]
- Команда сезона Лиги конференций: 2021/22[21]
- Лучший молодой игрок Лиги конференций: 2021/22[22]

## Статистика выступлений

### Международная статистика
| Сборная          | Сезон            | Товарищеские | Товарищеские | Официальные | Официальные | Итого | Итого |
| Сборная          | Сезон            | Игры         | Голы         | Игры        | Голы        | Игры  | Голы  |
| ---------------- | ---------------- | ------------ | ------------ | ----------- | ----------- | ----- | ----- |
| Колумбия         |                  |              |              |             |             |       |       |
| 2019             | 1                | 0            | 0            | 0           | 1           | 0     |       |
| 2020             | 0                | 0            | 0            | 0           | 0           | 0     |       |
| 2021             | 0                | 0            | 2            | 0           | 2           | 0     |       |
| 2022             | 2                | 0            | 2            | 0           | 4           | 0     |       |
| Всего за карьеру | Всего за карьеру | 3            | 0            | 4           | 0           | 7     | 3     |

### Матчи за сборную
| № | Дата             | Оппонент  | Счёт | Голы | Карточки | Минуты | Соревнование             |
| - | ---------------- | --------- | ---- | ---- | -------- | ------ | ------------------------ |
| 1 | 15 октября 2019  | Алжир     | 0:3  | —    | —        | 45'    | Товарищеский матч        |
| 2 | 6 сентября 2021  | Парагвай  | 1:1  | —    | —        | 67'    | Отборочные матчи ЧМ-2022 |
| 3 | 10 октября 2021  | Бразилия  | 0:0  | —    | —        | 16'    | Отборочные матчи ЧМ-2022 |
| 4 | 25 марта 2022    | Боливия   | 3:0  | —    | —        | 65'    | Отборочные матчи ЧМ-2022 |
| 5 | 30 марта 2022    | Венесуэла | 1:0  | —    | —        | 64'    | Отборочные матчи ЧМ-2022 |
| 6 | 25 сентября 2022 | Гватемала | 4:1  | 1    | —        | 45'    | Товарищеский матч        |
| 7 | 28 сентября 2022 | Мексика   | 3:2  | 2    | —        | 45'    | Товарищеский матч        |

Итого: 7 матчей / 3 гола; 4 победы, 2 ничьих, 1 поражений.
Источник: National Football Teams